# Balkan welaýaty
Provincija Balkan ili Balkan welaýaty (bivši: Красноводская область, Krasnovodskaja Oblast) jedna je od pet provincija Turkmenistana.
Provincija se nalazi na zapadu države u blizini Kaspijskog jezera i njegove slane lagune Kara-Bogas-Gol. Graniči na sjeveru s Kazahstanom i Uzbekistanom i na južnoj strani s Iranom. Ime je dobila po planini Veliki Balkan.
Površina iznosi 138.500 km², a broj stanovnika bio je 2006. oko 563.000. Glavni grad provincije je Balkanabat.

## Vanjske poveznice
- World Gazetteer